# かりぐらし恋愛
『かりぐらし恋愛』は、ASa Projectより2018年3月30日に発売された18禁美少女アドベンチャーゲーム。
2019年2月21日にエンターグラムよりPlayStation 4およびPlayStation Vita版が発売された。

## あらすじ
幼少時に居住していた町に戻った瀬戸田 拓真は、かつて居住していた家で一人暮らしを始めようと思う。ところが、その家が廃屋になっていたため、彼は昔の幼馴染達の家にローテーションで寝泊まりする。

## 登場人物
※担当声優はPC版 / PlayStation版の順。
瀬戸田 拓真 （せとだ たくま）
本作の主人公で学園2年生。数年ぶりに幼少期に住んでいた町に戻る。

### 幼なじみ達とその家族
桜木橋 理兎（さくらぎばし りと）
声 - 歩サラ / 岡本理絵
身長：159cm 84/60/83 誕生日：1月13日
拓真の幼なじみである学園2年生。ワンルームマンションで一人暮らししている。当初、転がり込んできた拓真を邪険に扱っていた。
荒波 杏（あらなみ きょう）
声 - 花澤さくら / 同左
身長：165cm 92/61/86 誕生日：10月21日
拓真の幼なじみである学園3年生。4人の中では拓真を歓迎していたが、料理、家事全般を苦手とする。
荒波 惣時（あらなみ そうじ）
声 - 平マサル / 転正浩允
杏の父。
荒波 透子（あらなみ とうこ）
声 - 京楓 / 森衣蕗
杏の母。娘同様だらしがない。
新妻 ひより（にいづま ひより）
声 - くすはらゆい / 石原舞
身長：155cm 80/59/82 誕生日：9月3日
拓真の幼馴染。
学園2年生で人懐っこい性格。
新妻 みより（にいづま-）
声 - 緑栞夏 / 森谷遥
ひよりの母。夫を亡くして以来、女手一つで娘を育て上げた。娘に輪をかけてテンションが高い。
世計 絢花（よはかり あやか）
声 - 鹿野まなか / 熊乃可菜
身長：147cm 85/50/80 誕生日：8月18日
学園1年生。料理がうまく、面倒見が良く学園一の優等生。性への興味があるものの、なかなか面には出せず、むっつりスケベと思われている。
世計 丸（よはかり まる）
声 - 北見六花 / 小野涼子
身長：163cm 90/58/81 誕生日：12月1日
絢花の妹。姉を愛するあまり、拓真をひどく嫌っているが、姉のこともあり、強硬手段に出られずにいる。
目つきが悪く、常に他者を睨みつけている。
世計 龍之介（よはかり りゅうのすけ）
声 - 天然才 / 久保田健介
世計きょうだいの父。娘を思うあまり、拓真をひどく嫌っているが、強硬手段に出られずにいる。
世計 茉莉花（よはかり まりか）
声 - 春河あかり / 有河春花
世計きょうだいの母。消臭スプレーを持ち歩いたり、対象物を燃やそうとするほどの潔癖症だが、趣味のガーデニングにおける土いじりだけは出来る。
世計 弾（よはかり だん）
声 - 花音さつき / 瀬田みなみ
絢花の弟。拓真のことは比較的慕う方だが、趣味のオナニーを邪魔されると機嫌を損ねる。

### その他
臼島 奈々子(うすじま ななこ)
声 - 遠野そよぎ/岡島妙
絢花の友人で、学園では生徒副会長を務めている。食い意地が張っており、休み時間になると拓真にパンをねだる。
飯豊 智彦（いいで ともひこ）
学園の生徒会長。拓真の自宅だった廃墟に住み着くなど変なところがある一方、何かと拓真のことを気にかけている。

## 制作

### キャスティング
ヒロインの一人であるひより役にはくすはらゆいが起用された。ひより役の選定について、ディレクターの天都は「げっちゅブログ」に寄せたコメントの中で、「とにかく楽しさ・バカ全振りのキャラクターだったので、しっかり演技力のある声優さんにお願いしようと当時の打ち合わせでくすはさんの名前が出たのを覚えています。」と説明しており、演じ方次第でキャラクターの面白さが左右されてしまう難役だったものの、くすはらの演技によりブランド屈指の愉快なキャラクターに仕上がったと振り返っている。一方、くすはら本人は元々ASaProjectの作品群に興味を持っていたことに加え、本作のライターの一人である八日なのかの別作品『恋春アドレセンス』に出演した際にその奇抜な作風を気に入っていたことから、起用されたときはうれしかったと振り返っている。くすはらは収録時の様子について「ひよりちゃんのパワーは凄まじく、私は必死でしがみついていました。」と説明しており、いつもより汗が多かったとも話している。また、くすはらは印象に残った場面として破瓜シーンを挙げている。

## 売上
Vita版は2019年2月24日時点の累計販売数が1,160本である。